# Noid
Noid è un singolo del rapper statunitense Tyler, the Creator, pubblicato il 21 ottobre 2024 come primo estratto dal settimo album in studio Chromakopia.

## Descrizione
Il brano campiona Nizakupanga Ngzo del gruppo musicale zambiano Ngozi Family, traccia tratta dal loro album del 1977 45,000 Volts. In particolare, il campionamento vede il frontman del gruppo Paul Ngozi interpretare un verso in lingua Nyanja.

## Video musicale
Il video musicale, diretto dallo stesso Tyler, the Creator, è stato reso disponibile in concomitanza con l'uscita del brano e vede la partecipazione dell'attrice statunitense Ayo Edebiri.

## Tracce
Testi e musiche di Tyler Okonma e Paul Dobson Nyirongo.
1. Noid – 4:47